# 1/2 + 1/4 + 1/8 + 1/16 + ⋯

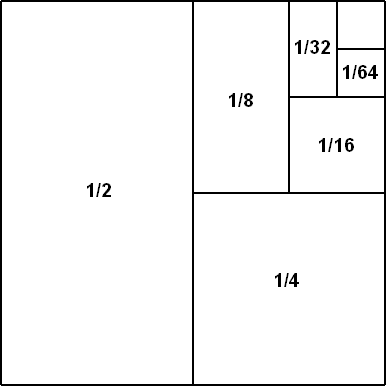
정사각형의 분할을 통해 그려진 초반 6개 항

실제 선의 기하급수 표현

수학에 있어서 급수 ⁠1/2⁠ + ⁠1/4⁠ + ⁠1/8⁠ + ⁠1/16⁠ + …은 절대 수렴하는 기하급수의 초보적인 예이다. 그 합은 다음과 같이 나온다.
{\displaystyle {\frac {1}{2}}+{\frac {1}{4}}+{\frac {1}{8}}+{\frac {1}{16}}+\cdots =\sum _{n=1}^{\infty }\left({\frac {1}{2}}\right)^{n}=1}

## 증명
다른 급수와 마찬가지로 무한합
{\displaystyle {\frac {1}{2}}+{\frac {1}{4}}+{\frac {1}{8}}+{\frac {1}{16}}+\cdots }
은 최초의 n항의 합
{\displaystyle s_{n}={\frac {1}{2}}+{\frac {1}{4}}+{\frac {1}{8}}+{\frac {1}{16}}+\cdots +{\frac {1}{2^{n}}}}
의 n이 무한히 커질 때의 극한으로 정의된다.
sn (위의 등식에서 언급된 양변)에 2를 곱함으로써 유용한 관계성을 알 수 있다.
{\displaystyle 2s_{n}={\frac {2}{2}}+{\frac {2}{4}}+{\frac {2}{8}}+{\frac {2}{16}}+\cdots +{\frac {2}{2^{n}}}=1+{\frac {1}{2}}+{\frac {1}{4}}+{\frac {1}{8}}+\cdots +{\frac {1}{2^{n-1}}}=1+s_{n}-{\frac {1}{2^{n}}}}
양변에서 sn을 빼면 다음과 같은 등식이 나온다.
{\displaystyle s_{n}=1-{\frac {1}{2^{n}}}}
n을 무한으로 크게 하면 양변에서 sn은 1에 수렴하게 된다.
n이 ∞(무한)이면 {\displaystyle {\frac {1}{2^{n}}}}은 0이 되고 sn은 1이 된다.

## 역사
이 급수는 제논의 역설 가운데 하나인 아킬레우스와 거북이의 역설을 표현하는 데에 사용되었다. 또한 호루스의 눈은 일찍부터 이 급수에서 초반 6개 항을 나타낸 것으로 여겨졌다. 도교 서적 《장자》(莊子)의 〈잡편(雜篇) 제33 천하(天下)〉에 등장하는 "한 자 길이의 회초리를 매일 부러뜨려도 만년이 지나도록 없어지지 않으리라."(一尺之捶(일척지추), 日取其半(일취기반), 萬世不竭(만세불갈))라는 구절은 이 급수와 관련이 있는 것으로 여겨진다.

## 같이 보기
- 0.999…